# Friedrich Syrup
Dr. Friedrich Syrup (Lüchow, 9 oktober 1881 - Sachsenhausen, ca. 31 augustus 1945) was een Duits jurist en politicus.

## Levensloop
Syrup wordt geboren in Lüchow in het district Lüchow-Dannenberg, Hannover. De zoon van een postambtenaar studeert technische wetenschappen, rechtsgeleerdheid en politicologie. Van 1905 tot 1918 werkt hij bij de Pruisense arbeidsinspectie. In deze tijd maakt hij naam als publicist van verschillende wetenschappelijke stukken over onderwerpen als arbeidsomstandigheden en de sociale status van de beroepsbevolking. In november 1918 delegeert het Pruisense ministerie van Handel en Industrie Syrup aan het ministerie van Demobilisatie, waar hij verantwoordelijk wordt voor de re-integratie van voormalige strijders in de burgermaatschappij. Ten tijde van zijn werk op het ministerie van Demobilisatie richt Syrup het Rijksbureau voor Werkgelegenheid op, waar hij in 1920 voorzitter van wordt. Van 1927 tot eind 1938 is hij voorzitter van het Rijksbureau voor Werkgelegenheid en Werkloosheidsverzekeringen. Als het hoofdkantoor van deze tot dan toe autonome instelling geïntegreerd wordt in het Rijksministerie van Arbeid wordt Syrup benoemd tot staatssecretaris van dit departement.
Op 16 juli 1932 wordt Syrup Reichskommissar für Arbeitsbeschaffung. In het kabinet-Schleicher, het laatste voor Hitlers machtsovername, is Syrup rijksminister van Arbeid. Hij wordt echter door Hitler naar zijn vorige post teruggestuurd. Hermann Göring, in zijn hoedanigheid als leidinggevende van het Vierjarenplan, benoemt Syrup in 1936 tot hoofd van de Geschäftsgruppe Arbeitseinsatz. Enige maanden na de Actie "Arbeitsscheu Reich" beveelt Syrup op 20 december 1938 de "geschlossenen Arbeitseinsatz" van alle werklozen en bijgestane Joden in Duitsland. Omstreeks 1939 wordt hij lid van de Pruisische Staatsraad. In het voorjaar van 1941 is hij betrokken bij het Hongerplan met het oog op Operatie Barbarossa. Op 2 mei 1941, zeven weken na de Duitse invasie van de Sovjet-Unie, neemt Syrup deel aan een vergadering van staatssecretarissen en hoge legerofficieren over. In 1941 stort hij volledig in. Na een lange tijd ziek te zijn geweest begint hij weer met werken, zij het dit keer in deeltijd. Dit is een beslissende factor geweest voor het aanwijzen van de gouwleider van Thüringen, Fritz Sauckel, als Generalbevollmächtiger (Algemeen Gevolmachtigde) van de Arbeitseinsatz.
Aan het eind van de oorlog blijft Friedrich Syrup in Berlijn, ondanks dat hij de kans heeft te vluchten. In juni 1945 wordt hij door de Sovjets naar Speziallager Sachsenhausen gebracht, waar hij enkele maanden later overlijdt.

## Werken (selectie)
- Arbeitseinsatz und Arbeitsbeschaffung, Berlijn 1939.
- Der Arbeitseinsatz und die Arbeitslosenhilfe in Deutschland, Berlijn 1936.
- Astigmatische Spiegelung im dreiaxigen Ellipsoid, Rostock, Univ., diss. 1905. (voordracht)
- Probleme des Arbeitsmarktes und der Arbeitslosenversicherung, Cologne 1930.

- Bibliothèque nationale de France: cb10418820t (data)
- Gemeinsame Normdatei: 130044288
- International Standard Name Identifier: 0000 0000 8262 5645
- Library of Congress Control Number: nr94035253
- Mathematics Genealogy Project: 58329
- Nationale Bibliotheek van Israël: 987007288319705171
- Nederlandse Thesaurus van Auteursnamen: 194582906
- Système universitaire de documentation: 137481217
- Virtual International Authority File: 72488615
- WorldCat: E39PBJkXqFwygmVKhw9vx7JJjC